# Best of You
Best of You is een nummer van de Amerikaanse hardrockband Foo Fighters. Het nummer werd uitgebracht als leadsingle van hun vijfde studioalbum In Your Honor.

## Achtergrondinformatie
Zanger Dave Grohl vermeldde dat het nummer gaat over "het weggaan van de dingen die je limiteren". In een ander interview over de bands succesvolle single zei Grohl dat Best of You "best grappig is" gezien het feit "dat de groep zoveel nummers als demo had opgenomen, dat ze dit nummer vergeten waren. Pas toen de manager een keer langs kwam en de band naar het nummer vroeg, haalden ze het nummer weer tevoorschijn en werkten eraan tot het een volwaardig nummer was".

## Videoclip
De videoclip is geregisseerd door Mark Pellington, die faam verkreeg door Pearl Jams Jeremy. Hij werd geïnspireerd door de dood van zijn vrouw, enkele maanden daarvoor en werd door het nummer aangetrokken dat over het omgaan van pijn in ieders leven gaat. In de videoclip speelt de band op het dak van een verlaten ziekenhuis. Naast de scènes van de optredende band, wordt er afgewisseld met beelden die pijn, depressie en angst tonen:
- Scènes van kinderen die samen of alleen spelen, en een kind dat een ander kind omhelst
- Een auto-ongeluk
- Een leeuw die zich op een prooi werpt
- Een slang die een knaagdier aanvalt
- Een schoppende zebra
- Een grommende wolf
- Crashtestdummy's die verpletterd worden in een botsproef
- Mannen en vrouwen die affectie tonen

## Covers
Prince coverde dit nummer tijdens de rustshow van de Super Bowl in 2007. Drummer Taylor Hawkins toonde zijn verbazing over het surprise-optreden omdat Prince eerder kritiek had geleverd op een cover van zijn nummer Darling Nikki door Foo Fighters in 2003. Daarnaast coverden de Stereophonics en Lee Ryan het nummer voor BBC Radio 1 in december 2007.

## Bijzonderheden
Telkens als de New York Islanders een wedstrijd in de Nassau Veterans Memorial Coliseum winnen, wordt het nummer gedraaid. Tijdens de UEFA Cupfinale 2008 werd het nummer tijdens de opkomst van beide ploegen en tijdens het liften van de beker in de City of Manchester Stadium gedraaid. De single werd genoemd in 30 Rock van NBC en ook in Run's House van MTV, in de slotaflevering van het eerste seizoen.

## Lijst van nummers

### Cd 1
1. "Best of You"
2. "FFL"
3. "Kiss the Bottle" [Jawbreaker cover]

### Cd 2
1. "Best of You"
2. "I'm in Love with a German Film Star" [passions]

### 7"-vinyl
1. "Best of You"
2. "Spill"

## NPO Radio 2 Top 2000
| Nummer met noteringen in de NPO Radio 2 Top 2000 | '16 | '17 | '18 | '19  | '20  | '21  | '22  | '23  | '24  |
| ------------------------------------------------ | --- | --- | --- | ---- | ---- | ---- | ---- | ---- | ---- |
| Best of You                                      | 911 | 723 | 805 | 1053 | 1186 | 1215 | 1123 | 1307 | 1391 |

1. ↑  Een vetgedrukt getal geeft de hoogste notering aan.
2. ↑  2016 was het eerste jaar met een notering voor dit nummer.